# شگرد (فیلم)
شگرد  مستندی است به کارگردانی و نویسندگی جعفر صادقی که سومین اثر بلند این مستندساز ایرانی محسوب می شود.
مستند شگرد در چهل و سومین دوره جشنواره فیلم فجر در بهمن ۱۴۰۳ موفق شد سیمرغ بلورین بهترین فیلم مستند را بدست بیاورد. 

## داستان مستند شگرد
جواد اندیشه یک مربی کشتی در محله سیدآباد شهر گنبد کاووس است. او 10 سال قبل تصمیم می گیرد که با هدف دور کردن نوجوانان و جوانان منطقه اش از اعتیاد یک باشگاه کشتی راه اندازی کند و به آنها به صورت رایگان آموزش کشتی دهد. حالا پس از 10 سال شاگردان جواد به حدی رسیده اند که سودای رسیدن به دوبنده تیم ملی کشتی ایران را در سر دارند.

## نقد ها
در بخش هایی از نقد محمدحسین سلطانی در رسانه فرهیختگان درباره مستند شگرد آمده است : " همان‌طور که گفتم صادقی سراغ یک سوژه از منطقه محروم رفته است. وقتی قصه به اینجا می‌رسد داستان به‌کلی می‌توانست متوقف شود. می‌شد سوژه را به‌صورت تمام‌وکمال به سمت فقر و محرومیت برد و سوژه اصلی و محور داستان را روی منطقه محرومی که باشگاه اندیشه در آن واقع شده گذاشت. اما مسئله صادقی به‌جای آنکه وضعیت فعلی باشگاه اندیشه و نداشتن و فقر آدم‌ها باشد روی ساختن مانور می‌دهد. ساخته شدن آدم‌ها، ساخته‌شدن باشگاه اندیشه، ساخته‌شدن امید‌ها و آرزو‌ها. برای‌آنکه گزاره‌ای که آوردیم را بیشتر باز کنیم بهترین کار آوردن مثالی از درون فیلم است. در این فیلم ما تنها یک بار، معتاد می‌بینیم، اما چگونه و چرا؟ برای‌آنکه صادقی بخواهد وضعیت محله را نشان بدهد، دوربینش را روی یک معتادِ حاضر در میدان شهر می‌گیرد. چهره معتاد مشخص نیست. چند ثانیه بیشتر نمی‌گذرد که معتاد در پشت و زمینه تصویر قرار می‌گیرد و پسربچه‌ای را می‌بینیم که با دوربین درباره باشگاه اندیشه صحبت می‌کند. تصویر معتاد تار می‌شود و فوکوس و تمرکز تصویر روی کودک قرار می‌گیرد. تقابلی که صادقی ایجاد می‌کند با تار شدن تصویر معتاد برنده‌اش کودکی است که به باشگاه کشتی می‌رود. جدای از این تمام بچه‌هایی که محور‌های اصلی داستان شگرد را هم می‌سازند و درباره زندگی‌هایشان در اثر گفته می‌شود فضای اثر را به‌هیچ‌عنوان به سمت سیاه شدن نمی‌برند ...  برای کسانی که کار‌های قبلی صادقی را دیده بودند می‌دانند که صادقی پرتره‌ساز قهاری است، کسی که تمام سوژه‌هایی که تا کنون سراغش رفته تماماً ورزشی بوده و درباره چهره‌های ورزشی است اما فرق دو اثر قبلی این مستندساز با باقی کار‌های او در این است که صادقی دیگر به سراغ چهره‌ها نرفته اما باز هم پرتره می‌سازد. " 
سرویس فرهنگ و هنر شرق در مطلبی که درباره مستند شگرد منتشر کرده است ضمن تقدیر از پختگی این اثر در فرم آورده : " فقر در مستند «شگرد» از اهمیت خاصی برخودار است با این تفاوت که کارگردان جایگاه اجتماعی شخصیت محوری اثرش «جواد اندیشه» و حرکت اجتماعی او را در قالب یک NGO ورزشی مردم‌نهاد با همین دستاویز تباه نمی‌کند. فقری که در متن اثر، نامحسوس است اما در زیست و حرکت شخصیت‌های فیلم موجب یک جهش مردمی قابل تامل است. " 
رضا پورحسین نویسنده و منتقد سینما در بخش هایی از مطلبی که در خبرگزاری ایلنا منتشر شد آورده است :  " «شگرد» به کارگردانی جعفر صادقی با همت و پیگیری‌های درست این کارگردان از سوژه‌ای که دارد به اثری قابل قبول و دیدنی تبدیل شده که حتی در جذابیت روایتش با دنبال کردن زندگی حرفه‌ای کاراکترها و مسابقات سرنوشت‌سازشان از طریق سمپاتی که ایجاد می‌کند به سینمای داستانی نیز نزدیک می‌شود و از آن دست آثاری است که هم مفهومی ارزشمند را به مخاطبش ارائه می‌دهد و هم اثری کم‌نقص و باکیفیت است که از سختکوشی و پیگیری‌های مصرانه کارگردانش پدید آمده است، مستندی که معنا بخشیدن به زندگی را هم می‌توان یکی از مفاهیم آن دانست. " 

## مستند شگرد در جشنواره ها
مستند شگرد برای اولین بار در جشنواره سینماحقیقت سال ۱۴۰۳ به نمایش درآمد،  و از همان ابتدا مورد تحسین منتقدین و مخاطبین قرار گرفت  و ضمن قرار گرفتن در لیست نامزدهای بهترین مستند جشنواره سینماحقیقت از نظر مردم،  نامزد کسب عنوان بهترین صدابرداری جشنواره نیز بود  و در انتها جعفر صادقی جایزه ویژه شبکه مستند را در اختتامیه جشنواره سینماحقیقت از آن خود کرد. فیلم مستند شگرد در بین ۱۱ مستند منتخب چهل و سومین دوره جشنواره فیلم فجر در بهمن ۱۴۰۳ قرار گرفت و در انتها جعفر صادقی تهیه کننده و کارگردان این مستند موفق شد سیمرغ بلورین بهترین مستند چهل و سومین دوره جشنواره فجر را مال خود کند.   شگرد در اولین حضور بین المللی خود موفق شد در بین 7 اثر منتخب چهل و هفتمین دوره از جشنواره بین المللی فیلم مسکو قرار بگیرد. جشنواره مسکو دومین جشنواره پر سابقه جهان محسوب می شود. 

## جوایز
[ویرایش]
| نام جشنواره  | مکان برگزاری | سال برگزاری | نتیجه | توضیح جایزه                                                        |
| جشنواره فجر  | ایران        | ۱۴۰۳        | برنده | بهترین مستند چهل و سومین دوره جشنواره فیلم فجر                     |
| سینما حقیقت  | ایران        | ۱۴۰۳        | برنده | جایزه ویژه شبکه مستند در هجدهمین دوره جشنواره سینما حقیقت          |
| سینما حقیقت  | ایران        | ۱۴۰۳        | نامزد | بهترین مستند از نگاه تماشاگران در هجدهمین دوره جشنواره سینما حقیقت |
| سینما حقیقت  | ایران        | ۱۴۰۳        | نامزد | بهترین صدابرداری در هجدهمین دوره جشنواره سینما حقیقت               |
| جشنواره مسکو | روسیه        | ۱۴۰۴        | منتخب | منتخب بخش مسابقه چهل و هفتمین جشنواره بین المللی فیلم مسکو 2025    |